# Johan Algot Stenberg
Johan Algot Stenberg (i riksdagen kallad Stenberg i Brännan), född 2 november 1868 i Skellefteå, död där 19 oktober 1936, var en svensk grosshandlare och politiker (högerman).
Johan Algot Stenberg var riksdagsledamot i första kammaren för Västerbottens läns valkrets 1918–1919 och för Västerbottens läns och Norrbottens läns valkrets 1927–1930. Han är begravd på Skellefteå landsförsamlings kyrkogård.